# Vagó schnabel

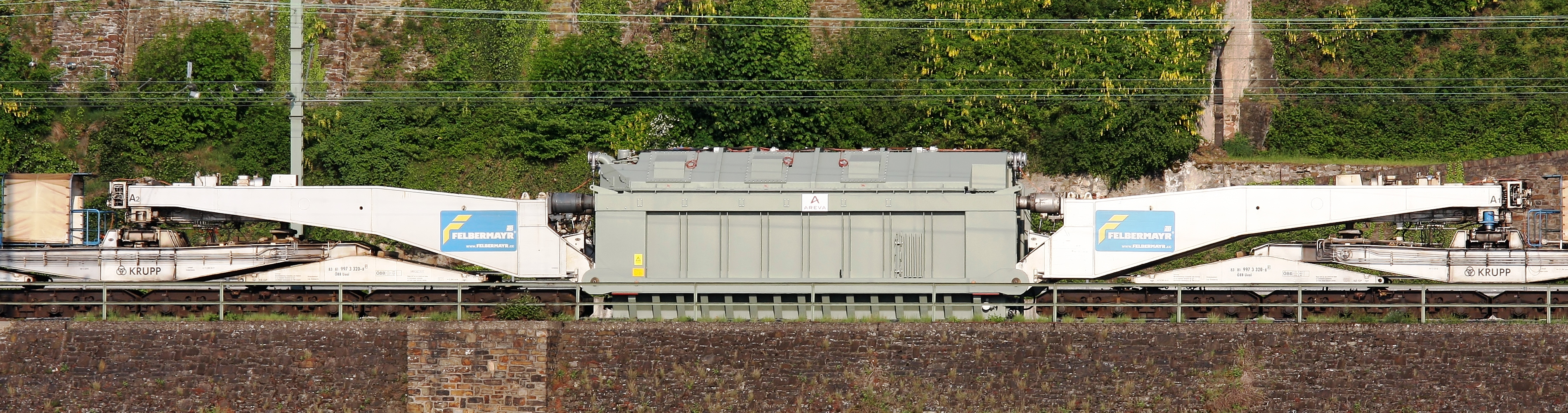
Vagó schnabel amb un transformador elèctric prop de Koblenz.

Un vagó schnabel és un tipus de vagó de càrrega ferroviari especialitzat. Està dissenyat per al transport de càrregues pesades i sobredimensionades; a vegades, la càrrega en si mateixa forma part del vagó. La càrrega és suspesa pels seus extrems mitjançant braços d'elevació; els braços d'elevació estan connectats a un pivot per sobre d'un conjunt d'eixos i marcs que duen el pes de la càrrega i el braç d'elevació.
Quan un vagó schnabel és buit, els braços d'elevació estan units entre si, pot operar a la velocitat normal dels trens de càrrega. Alguns vagons schnabel posseeixen dispositius hidràulics que permeten moure la càrrega en forma vertical i horitzontal mentre està en trànsit (a baixes velocitats) per a evitar obstacles al llarg de la seua ruta. Hi ha 30 vagons d'aquest tipus operant en Amèrica del nord, 31 en Europa i 26 en Àsia.
El més gran vagó schnabel en operació, propietat d'Asea Brown Boveri i numerat CEBX 800, està en ús en Amèrica del Nord. Té 36 eixos (18 en cada meitat). Cada meitat conté nou boixos als que estan units mitjançant un complex sistema de ponts de suport. Té una tara (pes buit) de 340 T i mesura 70,61 m de llarg; pot transportar càrregues de fins a 34,54 m de llarg. Per a comparança, un vagó tancat típic actualment en ús en els ferrocarrils d'Amèrica del Nord, té un boix simple de dos eixos en cada extrem i mesura de 15 a 27 m amb una capacitat de 64 a 95 T. Una càrrega notable del CEBX 800 va ser completada el gener de 2006, transportant un reactor de Nexen Inc. i OPTI Canada des de Duluth (Minnesota) fins a Athabasca Oil Sands, al nord d'Alberta. La càrrega de 678 tones va ser la més pesada mai transportada per les vies entre Edmonton i el Oil Sands.
La paraula schnabel prové de l'alemany tragschnabelwagen, que significa "vagó de càrrega amb becs", degut al fet que la forma cònica dels braços d'elevació se semblen al bec d'un ocell.